# Yael Zerubavel
Yael Zerubavel (יעל זרובבל, geboren 1949 in Israel) ist eine israelisch-US-amerikanische Judaistin. 

## Leben
Yael Zerubavel wuchs in Israel auf. Sie studierte 1969 für ein Jahr an der Hebräischen Universität Jerusalem. Sie nahm das Studium wieder auf und machte 1974 einen Bachelor an der Universität Tel Aviv, machte 1976 einen M.A. an der University of Pennsylvania und wurde 1980 promoviert. In den folgenden Jahren war sie dort als wissenschaftliche Angestellte, als Assistant Professorin und Associate Professorin für Hebräische Literatur und Kultur beschäftigt. Zerubavel wurde 1996 Professorin für Jewish Studies and History an der Rutgers University. Sie war von 1997 bis 1999 Vizepräsidentin der „Association for Israel Studies“ (AIS) und war zwischen 1993 und 2010 für mehrere Perioden Mitglied des Vorstandes der „Association for Jewish Studies“ (AJS). Zerubavel publiziert in Hebräisch und in Englisch.
Sie wurde 2019 emeritiert. Zerubavel erhielt 1996 den Salo Baron Prize der American Academy for Jewish Research. 
Sie ist mit dem Soziologen Eviatar Zerubavel verheiratet. Er unterrichtete ebenfalls an der Rutgers University.

## Schriften (Auswahl)
- The last stand : on the transformation of symbols in modern Israeli culture. Ph. D. University of Pennsylvania 1980
- Recovered Roots: Collective Memory and the Making of Israeli National Tradition. Chicago: University of Chicago Press, 1995
- Desert in the Promised Land. Stanford University Press, 2019
- mit Amir Goldstein: Tel Hai, 1920–2020: History and Memory. Jerusalem: Yad Yitzhak Ben-Zvi & the Chaim Weizmann Institute, Tel Aviv University, 2020 (Hebräisch)
- Zeitschriftenaufsätze, Konferenzpapiere